# Wołodymyr Maziar
Wołodymyr Iwanowycz Maziar, ukr. Володимир Іванович Мазяр (ur. 28 września 1977 we wsi Kamjanka, w obwodzie chmielnickim) – ukraiński piłkarz, grający na pozycji napastnika, trener piłkarski.

## Kariera piłkarska

### Kariera klubowa
Wychowanek Szkoły Piłkarskiej we Lwowie. Pierwsze trenerzy – Iwan Maziar i jurij Dubrowny. W 1996 rozpoczął karierę piłkarską w klubie Skała Stryj, skąd w następnym sezonie przeszedł do Hazowyka Komarno. Na początku 1999 został zaproszony do Dynama Kijów, ale grał tylko w drugiej i trzeciej drużynie. Latem 1999 został wypożyczony do Worskły Połtawa. Na początku 2001 przeniósł się do Dnipra Dniepropetrowsk. Potem występował w klubach Polihraftechnika Oleksandria, Tawrija Symferopol, Krywbas Krzywy Róg, Zakarpattia Użhorod, Stal Dnieprodzierżyńsk i FK Lwów. Na początku 2007 wyjechał do Azerbejdżanu, gdzie został piłkarzem Simurqa Zaqatala. Latem 2009 powrócił do Zakarpattia Użhorod. Potem do końca roku bronił barw Arsenału Biała Cerkiew, po czym ponownie wyjechał do Azerbejdżanu. Po występach w Olimpik-Şüvəlan Baku wrócił do Ukrainy i potem grał w amatorskich zespołach w obwodzie lwowskim FK Sambor, Karjer-Prykarpattia Stary Sambor i FK Mikołajów.

### Kariera reprezentacyjna
W 1999 występował w młodzieżowej reprezentacji Ukrainy.

## Kariera trenerska
W lutym 2013 rozpoczął pracę szkoleniową na stanowisku głównego trenera Stali Dnieprodzierżyńsk. 16 stycznia 2016 roku został zmieniony na Erika van der Meera. 1 grudnia 2015 stał na czele Weresu Równe, z którym pracował do 6 czerwca 2017. 11 sierpnia 2017 został mianowany na stanowisko głównego trenera Ruchu Winniki, z którym pracował do 12 listopada 2017. 22 listopada 2017 stał na czele Polissia Żytomierz, ale już po 3 tygodniach 15 grudnia 2017 nie rozgrywając żadnego meczu anulował kontrakt. 22 grudnia 2017 został mianowany na stanowisko głównego trenera kazachskiego klubu Akżajyk Orał. 15 maja 2018 podał się do dymisji. 1 stycznia 2019 został mianowany na stanowisko głównego trenera klubu Hirnyk-Sport Horiszni Pławni. 9 września 2019 za obopólną zgodą kontrakt został rozwiązany, a już 10 września stał na czele FK Lwów. 31 października 2019 za obopólną zgodą kontrakt został rozwiązany.

## Sukcesy i odznaczenia

### Sukcesy klubowe
- mistrz Perszej Lihi: 1999
- brązowy medalista Mistrzostw Ukrainy: 2001
- brązowy medalista Mistrzostw Azerbejdżanu: 2009

### Sukcesy indywidualne
- wybrany do listy 33 najlepszych piłkarzy roku na Ukrainie: 1999 (nr 3)
- 8–11. miejsce w klasyfikacji strzelców Wyższej Ligi: 1999/00 (10 goli)
- 3–4. miejsce w klasyfikacji strzelców Premyer Liqa: 2008/09 (11 goli)